# Campeonato Europeo de Atletismo en Pista Cubierta de 1985
El XVI Campeonato Europeo de Atletismo en Pista Cubierta se celebró en El Pireo (Grecia) entre el 2 y el 3 de marzo de 1985 bajo la organización de la Asociación Europea de Atletismo (AEA) y la Federación Helénica de Atletismo.
Las competiciones se llevaron a cabo en el Estadio de la Paz y la Amistad de la ciudad griega. Participaron 315 atletas de 26 federaciones nacionales afiliadas a la AEA.

## Resultados

### Masculino
| Evento                    | Oro                                   | Plata                                              | Bronce                                         |
| ------------------------- | ------------------------------------- | -------------------------------------------------- | ---------------------------------------------- |
| 60 m (02.03)              | Mike McFarlane Reino Unido 6,61 s     | Antoine Richard Francia 6,63 s                     | Ronald Desruelles · Bélgica · 6,64 s           |
| 200 m (03.03)             | Stefano Tilli · Italia · 20,77        | Olaf Prenzler República Democrática Alemana 20,83  | Alexandr Yevgenyev Unión Soviética 20,95       |
| 400 m (03.03)             | Todd Bennett Reino Unido 45,56        | Klaus Just Alemania Occidental 45,90               | José Alonso · España · 46,52                   |
| 800 m (03.03)             | Rob Harrison Reino Unido 1:49,09      | Petre Drăgoescu · Rumania · 1:49,38                | Leonid Masunov Unión Soviética 1:49,59         |
| 1500 m (03.03)            | José Luis González · España · 3:39,26 | Marcus O'Sullivan Irlanda 3:39,75                  | José Luis Carreira · España · 3:40,43          |
| 3000 m (03.03)            | Bob Verbeeck · Bélgica · 8:10,84      | Thomas Wessinghage Alemania Occidental 8:10,88     | Vitali Tishchenko Unión Soviética 8:10,91      |
| 60 m vallas (03.03)       | György Bakos · Hungría · 7,60         | Jiří Hudec Checoslovaquia 7,68                     | Viacheslav Ustinov Unión Soviética 7,70        |
| Salto de altura (02.03)   | Patrik Sjöberg · Suecia · 2,35 m      | Alexandr Kotovich Unión Soviética 2,30 m           | Dariusz Biczysko · Polonia · 2,30 m            |
| Salto con pértiga (03.03) | Sergéi Bubka Unión Soviética 5,70     | Alexandr Krupski Unión Soviética 5,70              | Atanas Tarev Bulgaria 5,60                     |
| Salto de longitud (03.03) | Gyula Pálóczi · Hungría · 8,15        | László Szálma · Hungría · 8,15                     | Sergéi Layevski Unión Soviética 8,14           |
| Salto triple (02.03)      | Jristo Markov Bulgaria 17,29          | Ján Čado Checoslovaquia 17,23                      | Volker Mai República Democrática Alemana 17,14 |
| Peso (03.03)              | Remigius Machura Checoslovaquia 21,74 | Ulf Timmermann República Democrática Alemana 21,44 | Werner Günthör · Suiza · 21,33                 |

### Femenino
| Evento                    | Oro                                                   | Plata                                                 | Bronce                                             |
| ------------------------- | ----------------------------------------------------- | ----------------------------------------------------- | -------------------------------------------------- |
| 60 m (03.03)              | Nelli Fiere · Países Bajos · 7,10 s                   | Marlies Göhr República Democrática Alemana 7,13 s     | Heather Oakes Reino Unido 7,22 s                   |
| 200 m (03.03)             | Marita Koch República Democrática Alemana 22,82       | Kirsten Emmelmann República Democrática Alemana 23,06 | Els Vader · Países Bajos · 23,64                   |
| 400 m (03.03)             | Sabine Busch República Democrática Alemana 51,35      | Dagmar Neubauer República Democrática Alemana 51,40   | Alena Bulířová Checoslovaquia 52,54                |
| 800 m (03.03)             | Ella Kovacs · Rumania · 2:00,51                       | Nadezhda Olizarenko Unión Soviética 2:00,90           | Cristina Matei · Rumania · 2:01,01                 |
| 1500 m (03.03)            | Doina Melinte · Rumania · 4:02,54                     | Fiţa Lovin · Rumania · 4:03,46                        | Brigitte Kraus Alemania Occidental 4:03,64         |
| 3000 m (03.03)            | Agnese Possamai · Italia · 8:55,25                    | Olga Bondarenko Unión Soviética 8:58,03               | Yvonne Murray Reino Unido 9:00,94                  |
| 60 m vallas (03.03)       | Cornelia Oschkenat República Democrática Alemana 7,90 | Ginka Zagorcheva Bulgaria 8,02                        | Anne Piquereau Francia 8,03                        |
| Salto de altura (03.03)   | Stefka Kostadinova Bulgaria 1,97 m                    | Susanne Helm República Democrática Alemana 1,94 m     | Danuta Bułkowska · Polonia · 1,90 m                |
| Salto de longitud (03.03) | Galina Chistiakova Unión Soviética 7,02               | Eva Murková Checoslovaquia 6,99                       | Heike Drechsler República Democrática Alemana 6,97 |
| Peso (02.03)              | Helena Fibingerová Checoslovaquia 20,84               | Claudia Losch Alemania Occidental 20,59               | Heike Hartwig República Democrática Alemana 19,93  |

## Medallero
| Núm. | País           | Oro | Plata | Bronce | Total |
| ---- | -------------- | --- | ----- | ------ | ----- |
| 1    | RDA            | 3   | 6     | 3      | 12    |
| 2    | Reino Unido    | 3   | 0     | 2      | 5     |
| 3    | URSS           | 2   | 4     | 5      | 11    |
| 4    | Checoslovaquia | 2   | 3     | 1      | 6     |
| 5    | Rumania        | 2   | 2     | 1      | 5     |
| 6    | Bulgaria       | 2   | 1     | 1      | 4     |
| 7    | Hungría        | 2   | 1     | 0      | 3     |
| 8    | Italia         | 2   | 0     | 0      | 2     |
| 9    | España         | 1   | 0     | 2      | 3     |
| 10   | Bélgica        | 1   | 0     | 1      | 2     |
| 10   | Países Bajos   | 1   | 0     | 1      | 2     |
| 12   | Suecia         | 1   | 0     | 0      | 1     |
| 13   | RFA            | 0   | 3     | 1      | 4     |
| 14   | Francia        | 0   | 1     | 1      | 2     |
| 15   | Irlanda        | 0   | 1     | 0      | 1     |
| 16   | Polonia        | 0   | 0     | 2      | 2     |
| 17   | Suiza          | 0   | 0     | 1      | 1     |
|      | TOTAL          | 22  | 22    | 22     | 66    |